# 京極高慶 (多度津藩主)
京極 高慶（きょうごく たかよし）は、讃岐多度津藩の第2代藩主。多度津藩京極家2代。

## 略歴
享保5年（1720年）、初代藩主・京極高通の長男として生まれる。享保20年（1735年）9月24日、父の隠居で家督を継ぐ。寛保2年（1742年）に駿府加番に任じられる。飢饉が続いた上、役人の不正もあって寛保3年（1743年）1月には百姓一揆が起こった。宝暦6年（1756年）2月26日、丸亀で死去した。享年37（または39）。跡を六男・高文が継いだ。